# Багалевци
Багалевци е село в Северна България. То се намира в община Елена, област Велико Търново.

## География
Село Багалевци (Багалювци) се намира на около 5 километра северно от село Тодювци. Разположена е на двата бряга на река Веселина в живописна местност.

## История
Според проучвания на Драган Драганов, началото на селището е поставено от полугаря (зимна кошара за овце) на хаджи Петко от Елена. Същият идвал да наобиколи стоката си, възседнал бял кон. Бил строг и хората се страхували от него. Наричали го неизвестно защо „дядо Багал“. Счита се, че от това махалата получава името си.
Багалевци е старо селище. Тук в годините на османската власт е живял поп Марко, автор на известния „Еленски летопис“. Същият бил свещеник в църквата „Свети Никола“ в Елена. По време на нападението на кърджалиите през 1800 г. той и поп Дойно спасили черковните вещи – антиминса (обредна покривка в олтара) и потира (чашата за причастие), като избягали с тях в Багалевци. Вероятно по негова инициатива около 1830 г. е открито в махалата килийно училище, в което учители били синовете му Цончо, Константин и Иван.
Поп Марко е притежателят на известното поп Йоаново или Банишко четвероевангелие (ръкопис на пергамент от XIII век), по което служил в църквата.
През 1924 година негови потомци предават съхраняването на като семейна реликва четвероевангелие на Народна библиотека в София.
Внук на поп Марко е възрожденския учител Никифор Попконстантинов, основател на читалище „Напредък“ в град Елена. От този ПопМарков род са още: майор Константин Никифоров, първият българин министър на войната в България след Освобождението, и брат му генерал Марко Никифоров, както и генерал Никифор Йорданов Никифоров началник на военно-съдебната част към Министерство на войната, участник в антифашистката борба.

## Културни и природни забележителности
В околностите на Багалевци има голямо изсъхнало старо дърво, наричано от населението „Слона“. То е високо 23 метра с обиколка на стъблото 7,5 метра. Възрастта му се изчислява на около 1300 години.
В самото село се намира параклиса „Св. Николай Мирликийски-чудотворец“, който е изграден с дарения на местните жители. Наблизо се намира и язовир „Йовковци“, който е един от най-големите язовири в България. Той е изграден на река Веселина и е кръстен на едноименното село, върху което е изграден, след като самото то е било разрушено. В язовира може да се плава с лодка, а до него има възможност за къмпинг. Водите на Йовковци са зарибени с над 10 вида риби, което дава възможност за риболов.
На 4 км от Багалевци, до село Усои, се намира скалният феномен Марков камък. Според легендата самият Крали Марко е преместил камъка, тъй като той пречил на пътя му.